# (265924) Franceclemente
(265924) Franceclemente est un astéroïde de la ceinture principale.

## Description
(265924) Franceclemente est un astéroïde de la ceinture principale. Il fut découvert le 21 janvier 2006 à Vallemare Borbona par Vincenzo Silvano Casulli. Il présente une orbite caractérisée par un demi-grand axe de 2,91 UA, une excentricité de 0,08 et une inclinaison de 3,3° par rapport à l'écliptique.